# Psychose collective

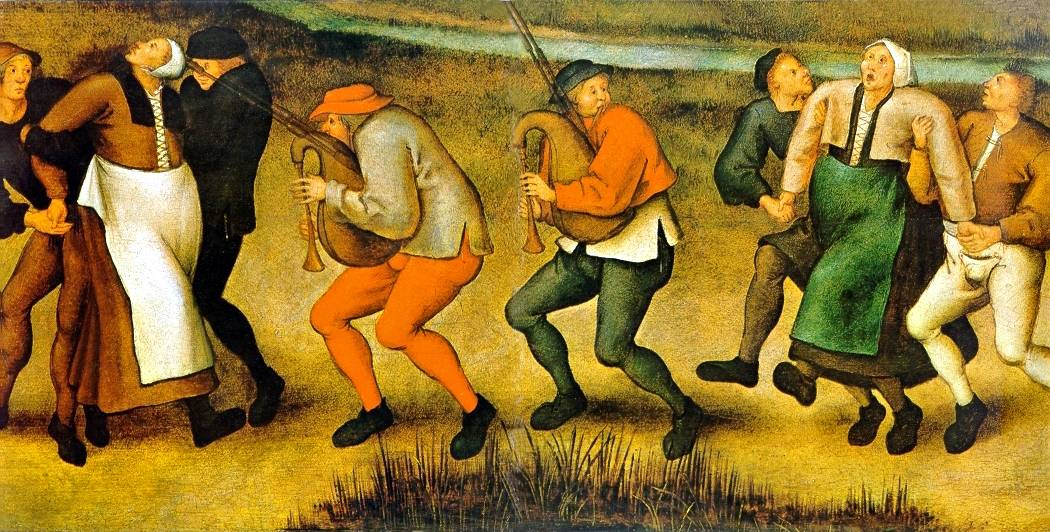
Une représentation de la manie de la danse, lors du pèlerinage des épileptiques à l'église de Molenbeek - (détail de la Danse, de Pieter Brueghel (II), Procession dansante de Saint-Jean, Molenbeek).

La psychose collective (également nommée maladie psychogène de masse, hystérie collective, hystérie de masse, hystérie de groupe ou comportement obsessionnel collectif) est un phénomène psychologique et social, se caractérisant par l'apparition soudaine de symptômes physiques de manière épidémique dans une population et dont l'origine n'est pas un trouble organique ou une maladie.

## Définition
La 4e version du DSM incluait dans sa classification le trouble psychotique partagé, notion retirée de la 5e version qui ne reconnaît plus le trouble en tant que tel. La CIM-10 reconnaît, elle, le « trouble délirant induit ».
Selon Ellenberger, la psychose collective, possède trois caractéristiques principales :
- Le nombre de personnes touchées varie entre plus d'une dizaine et plusieurs milliers ou millions.
- Les symptômes peuvent être proches de certaines psychoses ou névroses mais uniquement superficiellement, avec des traits distincts d'un point de vue psychiatrique des symptômes usuels de troubles psychiatriques en apparence proches.
- La psychose collective se répand ou se partage via un phénomène psychopathologique de contagion mentale.

## Facteurs aggravants
Plusieurs facteurs peuvent mener à la diffusion rapide d'une psychose collective :
- Phénomène ou épiphénomène culturel
- Médiatisation du phénomène
- Croyances fortes

## Histoire
Les premiers cas de psychoses collectives ont été décrits en 1871 par Henri Legrand du Saulle. Jules Baillarger parle lui de "folie communiquée" en 1860 puis en 1877 par Ernest-Charles Lasègue et Jean-Pierre Falret évoquent la "folie à deux" ou "folie communiquée". Dès 1880, Emmanuel Régis fait la distinction entre les délires communiqués et les délires simultanés, notion que reprendra De Clérambault en 1945.
En 1955, Joseph Hamon publie la première typologie des psychoses collectives. Puis Georges Heuyer en 1973 publie son grand ouvrage sur les psychoses collectives, distinguant la folie à deux, les délires familiaux, les psychoses collectives de maison, de quartier, les guérisseurs, les psychoses collectives des foules et les psychoses collectives de l'honneur.

## Cas observés
Un cas aurait été observé en 1977 aux États-Unis, quand 57 membres d'un orchestre scolaire furent pris, après un événement sportif, de maux de tête, nausées, vertiges, évanouissements… Ne trouvant pas de cause organique, les chercheurs ont conclu à une réaction à la chaleur, dont avaient été victimes quelques-uns de ces musiciens et qui s'était étendue aux autres par suggestion émotionnelle[réf. souhaitée]. L'incident d'Hollinwell, en 1980, fut également qualifié de la sorte.
Le terme de « réaction de stress collective » est aujourd'hui préféré pour parler de phénomènes de ce genre[réf. souhaitée].

### Ufologie - OVNI
Georges Heuyer, dans une communication à l’Académie nationale de médecine qui date de 1954, émit l’hypothèse que les vagues d’ovni, étaient le fruit d’une psychose collective.
Les ufosceptiques, dans le cadre du modèle sociopsychologique du phénomène ovni, ont considéré les vagues d'ovnis telles que la vague belge d'ovnis comme des contagions psychosociales (même s'il y a d'autres cas ovnis, notamment ceux ayant lieu en dehors des flambées collectives, qui peuvent avoir une explication différente).

## Traitement
Il n'existe pas de traitement pour les psychoses de masse. Dans certains cas, comme en 2009 à Madagascar, la population concernée peut être convaincue que le phénomène est le résultat d'une possession des personnes touchées par des entités surnaturelles. Dans ce cas en effet, la suggestibilité des personnes touchées a permis aux mpiandry de circonscrire le phénomène via des rituels à caractère religieux.

## Fictions

### Cinéma et séries
- Dans la série Dr House, épisode 18, saison 3 intitulé « Y a-t-il un médecin dans l'avion », les passagers de l'avion sont en proie à un syndrome d'hystérie collective, ce qu'il nomme aussi « névrose de conversion ».
- Dans la série X-Files, épisode 19, saison 5 intitulé « Folie à deux » (titre de l'épisode de la version originale également), Scully pense que Mulder, qui voit un monstre et des zombis, est victime d'une « folie à deux » transmise par un employé de télémarketing.
- Dans le film L'Invasion des profanateurs de sépultures (Invasion of the Body Snatchers) de Don Siegel réalisé en 1956, l'expression « hystérie collective » (mass hysteria en version originale) est employée à de nombreuses reprises par certains protagonistes du film. Celui-ci se déroule dans une petite ville des États-Unis, et l’expression est utilisée pour qualifier les phénomènes surnaturels vécus simultanément par différents habitants, le plus souvent afin de rationaliser ces phénomènes ou de discréditer ceux qui en sont témoins.